# Neue Technik im Büro
Neue Technik im Büro, Untertitel 1957 Zeitschrift für Büromaschinen, Registrierkassen und Büro-Organisation, ab 1965 Zeitschrift für Datenverarbeitungs- und Büromaschinen, ab 1973 Zeitschrift für Informationsverarbeitung, war eine deutsche Zeitschrift, die sich dem Thema Bürotechnik widmete und in der DDR von 1957 bis 1991 erschien. Sie wurde vom VEB Kombinat Zentronik und ab 1979 vom VEB Kombinat Robotron herausgegeben und im Verlag Technik verlegt.
Die Zeitschrift erschien zumindest zeitweise in deutscher, russischer, englischer und französischer Sprache und wurde in 74 Ländern gelesen. Die deutsche Ausgabe erschien zunächst monatlich, später zweimonatlich. Im ersten Jahrgang gab es zehn Hefte. Die Seiten waren jahrgangsweise durchgehend nummeriert. 1970 hatte sie etwa 32 Seiten pro Heft. Der Preis je Heft betrug zu der Zeit 2,- Mark. Die Zeitschrift war ab Januar 1969 über den Postzeitungsvertrieb der DDR erhältlich.
Eigenbeschreibung:

„Die NTB enthält exakte Beschreibungen und Hinweise für die rationelle Nutzung von Maschinen und Automaten der Schreib-, Rechen-, Buchungs- und Abrechnungstechnik; Erläuterungen sowohl komplexer als auch einfacher Anwendungsbeispiele; die Grundlagen der modernen Informationen über die vielseitigen Probleme der Datenerfassung und deren Lösung. Die NTB wendet sich an Fachleute der maschinellen und elektronischen Datenverarbeitung, Mitarbeiter in Organisations- und Rechenzentren, Organisatoren, Ökonomen und Verwaltungsfachleute. Die NTB wird vom VEB Kombinat ZENTRONIK Erfurt/Sömmerda herausgegeben.“

Beispiele für den Inhalt:
1. Die wichtigsten Entwicklungsetappen der sowjetischen elektronischen Rechentechnik, T. Degtjarevsa, 1977, S. 129–131.
2. Elektronische Tischrechner / SKRA, H. Lehmann, 1977, S. 26–27.
3. Iskra 122 – ein Rationalisierungsmittel für wissenschaftlich-technische und mathematische Berechnungen, W. Krüger, 1976, S. 84–85.
4. Vorschläge zur automatischen Steuerung von Handelsbetrieben, Ju. A. Beljaev, 1977, S. 186–189.
5. Vorschläge zur automatischen Steuerung von Warenvorräten in Handelsbetrieben, J. A. Beljajev, 1977, S. 80–83.
6. Die Rechentechnik der DDR als Studienobjekt an den ökonomischen Hochschulen der UdSSR. V. P. Kosarev, 1977, S. 174–176.
7. Berechnung der Kapazitätsauslastung bei Intourist-Hotels. L. P. Kosareva; V. P. Kosarev, 1975, S. 83–87.
8. Über die Anwendung von Buchungs- und Abrechnungsautomaten aus der DDR im sowjetischen Handel. M. Ja. Rosenberg, 1977, S. 116–118.